# كأس الرابطة الفرنسية 2010–11
كأس الرابطة الفرنسية 2010–11 (بالفرنسية: Coupe de la Ligue française de football 2010-2011)‏ هو الموسم 17 من كأس الرابطة الفرنسية. أقيم خلال الفترة 30 يوليو 2010 وحتى 23 أبريل 2011، وأشرف على تنظيمه اتحاد فرنسا لكرة القدم، وكان عدد الأندية المشاركة فيه 44، وفاز فيه أولمبيك مارسيليا.